# (39890) Bobstephens
(39890) Bobstephens (1998 FA3) – planetoida z grupy pasa głównego asteroid okrążająca Słońce w ciągu 4,17 lat w średniej odległości 2,59 j.a. Odkryta 23 marca 1998 roku.